# Jensen Ross Ackles
Jensen Ross Ackles (født 1. marts 1978) er en amerikansk skuespiller. Ackles vises som Dean Winchester på CW tv-serien Supernatural hovedrollen sammen med Jared Padalecki. Han er kendt for sin rolle som Eric Brady i Days of Our Lives, som indbragte ham adskillige Emmy Award nomineringer, som Alec/X5-494 i Dark Angel og som Jason Teague i Smallville.

## Tidligere liv
Ackles blev født i Dallas i Texas som søn af Donna Joan (gift Shaffer) og skuespilleren Alan Roger Ackles. [1] Ackles har en bror, Joshua, der er tre år ældre, og søster, Mackenzie, der er syv år yngre. Han er af engelsk, irsk og skotsk afstamning. [2] Han havde planlagt at studere idræt og medicin på Texas Tech University og blive fysioterapeut, men flyttede til Los Angeles for at begynde sin skuespillerkarriere.

## Karriere
|  | Maskinoversættelse og/eller tvivlsomt indhold Denne sides indhold bærer præg af at være en maskinoversættelse og/eller meget dårligt og uklart formuleret. Det vurderes at sproget er så dårligt og eventuelt forkert eller til at misforstå, at det bør omskrives eller oversættes på ny. Du kan hjælpe med at oversætte til korrekt dansk i denne og lignende artikler. Hvis dette ikke sker inden for kort tid, kan en sletning komme på tale. Se evt. denne sides diskussionsside eller i artikelhistorikken. |

Efter han havde været model som fire- og tiårig, begyndte han at koncentrere sig om en skuespillerkarriere i 1996. Han optrådte i adskillige gæsteroller på Mr. Rhodos, Sweet Valley High og Cybill, før han kom på NBC's sæbeopera Days of Our Lives som Eric Brady i 1997. Han vandt i 1998 en Soap Opera Digest Award for Best Male Newcomer og blev nomineret i 1998, 1999 og 2000 til en Emmy Award for Outstanding Yngre skuespiller i en dramaserie for hans Days of Our Lives.
Ackles forlod Days of Our Lives i 2000 og dukkede op i miniserien Blonde, om Marilyn Monroe. Han var også til audition som den unge Clark Kent i Smallville, men rollen gik til Tom Welling. Da han ikke fik rollen, optrådte han i James Camerons tv-serie Dark Angel på Fox i 2001 som seriemorder Ben/X5-493, "Bror" af hovedpersonen Max/X5-452 (spillet af Jessica Alba). Hans person døde i episoden, men Ackles kom tilbage til showet i anden sæson som Bens klon, Alec/X5-494. Han var med i serien til sin opsigelse i 2002. 
Ackles arbejdede hårdt i hele 2003. Han kom med i WB's hit show Dawson's Creek i sidste sæson, spiller CJ, Jen Lindleys elsker. Bagefter blev Ackles filmet i nogle episoder i serien Still Life for Fox, før den pludselig blev droppet. Han havde også en lille rolle i 2004-kortfilm The Plight of Clownana. Ackles var producentens første valg til at spille Eliza Dushku kærlighed renter i 2. sæson af Tru Calling, Ackles forlod den rolle, som blev tilbudt en anden skuespiller, og rollens navn blev ændret til "Jensen", fordi producenterne af Tru Calling godt kunne lide Ackles' navn. Ackles tog tilbage til Vancouver (hvor Dark Angel blev filmet) i 2004 for at spille assisterende fodboldtræner Jason Teague i Smallville, som også var den nyeste romantiske interesse for Lana Lang (spillet af Kristin Kreuk). 
Han havde også en ledende rolle i 2005-filmen Devour som Ackles' far. Skuespilleren Alan Ackles, havde også en rolle som far til Ackles' rolle, Jake Gray. 

Senest er Ackles med i CW horror/dramaserier Supernatural i 2005, hvor han spiller Dean Winchester. Dean og hans bror Sam (Jared Padalecki) køre hele USA på jagt efter overnaturlige rovdyr, nogle gange med deres far, (Jeffrey Dean Morgan). 
I sommeren 2007 tog Ackles om den rolle, Priestly i den uafhængige komedie Ten Inch Hero. Filmen begyndte at trykke på filmfestival kredsløb i begyndelsen af 2007 og Ackles fik stor ros for sin komiske timing i rollen. I februar 2009 kom filmen udgivet på DVD udelukkende på Blockbuster Home Video. Han optrådte også på scenen fra 5. til 10. juni 2007 med Lou Diamond Phillips i A Few Good Men på Casa Mañana Theatre i Fort Worth i Texas, som løjtnant Daniel Kaffee. Ackles fik stor ros for sit arbejde i rollen, som var hans professionelle teaterdebut. 
I sommeren 2008 blev Ackles støbt i genindspilningen af kultfilmen My Bloody Valentine 3D, som kom i biograferne den 16. januar 2009.

## Privatliv
Efter at have datet i tre år blev Ackles forlovet med skuespillerinde Danneel Harris, som han har været venner med i over 10 år. De spillede sammen i filmen Ten Inch Hero. De blev gift den 15. maj 2010. 
Den 30. maj 2013 fødte Danneel parrets første barn, datteren Justice Jay Ackles.
Den 2. december 2016 fødte Daneel parrets tvillinger, Zeppelin Bram og Arrow Rhodes, en dreng og en pige.

## Film
| Film      | Film                   | Film                       | Film |
| År        | Film                   | Rolle                      | Noter |
| --------- | ---------------------- | -------------------------- | --- |
| 2001      | Blonde                 | Eddie G                    | TV film |
| 2004      | The Plight of Clownana | Jensen                     | |
| 2005      | Devour                 | Jake Gray                  | |
| 2007      | Ten Inch Hero          | Priestly                   | |
| 2009      | My Bloody Valentine 3D | Tom Hanniger               | |
| Tv        |                        |                            | |
| År        | Titel                  | Rolle                      | Noter |
| 1996      | Sweet Valley High      | Brad                       | "All Along in the Water Tower" |
| 1996–1997 | Mr. Rhodes             | Malcolm                    | Seven episodes, recurring character |
| 1997      | Cybill                 | David                      | "The Wedding" |
| 1997–2000 | Days of our Lives      | Eric Brady                 | Soap Opera Digest Award for Outstanding Male Newcomer Nominated — Daytime Emmy Award for Outstanding Younger Actor in a Drama Series (1998) Nominated — Daytime Emmy Award for Outstanding Younger Actor in a Drama Series (1999) Nominated — Daytime Emmy Award for Outstanding Younger Actor in a Drama Series (2000) |
| 2001–2002 | Dark Angel             | Ben/X5-493 and Alec/X5-494 | Nineteen episodes, main character |
| 2002–2003 | Dawson's Creek         | C.J.                       | Twelve episodes, supporting character |
| 2003–2004 | Still Life             | Max                        | Six episodes |
| 2004–2005 | Smallville             | Jason Teague               | Twenty-two episodes, main character |
| 2005–2020 | Supernatural           | Dean Winchester            | 200 episodes, main character Nominated — Teen Choice Award for Choice Breakout Star – TV Won — Italian Serial Awards for Best Young Actor and Supernatural won as Best young Show Won — Ewwy Award for Best Actor in a Drama Series (2008)                                                                              |

## Priser og nomineringer
Daytime Emmy Award:
- Bedste unge mandlige hovedrolle i en dramaserie (Horton-sagaen 2000, nomineret)
- Bedste unge mandlige hovedrolle i en dramaserie (Horton-sagaen 1999)
- Bedste unge mandlige hovedrolle i en dramaserie (Horton-sagaen 1998)

SFX Awards:
- Bedste mandlige TV-Skuespiller (Supernatural 2007, nomineret)

Soap Opera Digest Awards:
- Bedste mandlige nyhed (Horton-sagaen 1998, vinder)

TV Guide Awards:
- Mandlige favorit skuespiller (Supernatural 2011, vinder)

Teen Choice Awards:
- Choice TV – Breakout Star (Supernatural 2006, nomineret)